# NGC 510
NGC 510 je dvostruka zvijezda u zviježđu Ribama.

## Vanjske poveznice
- SEDS: NGC 0510